# Kościaszyn
Kościaszyn – wieś w Polsce położona w województwie lubelskim, w powiecie hrubieszowskim, w gminie Dołhobyczów.
| SIMC    | Nazwa      | Rodzaj |
| ------- | ---------- | ------ |
| 0886914 | Kościaszyn | osada  |

W latach 1975–1998 miejscowość administracyjnie należała do województwa zamojskiego. 
Wieś stanowi sołectwo gminy Dołhobyczów. Według Narodowego Spisu Powszechnego (III 2011 r.) liczyła 133 mieszkańców i była trzynastą co do wielkości miejscowością gminy.

## Historia
Książę Siemowit IV darował wieś klasztorowi dominikanów z Bełza w roku 1394. Wieś pozostawała w posiadaniu klasztoru aż do XVIII wieku. Według spisu z 1880 roku wieś liczyła 408 mieszkańców, zaś według spisu z r. 1921 (wówczas wieś w powiecie sokalskim województwa lwowskiego) – 91 domów oraz 532 mieszkańców, w tym 18 Żydów i 448 Ukraińców.

## Zabytki
- Zachowała się drewniana kaplica z połowy XIX w., zaś jeszcze w końcu tegoż stulecia istniała tu drewniana cerkiew sprzed 1698 roku, na której miejscu w 1926 r. wzniesiono nową drewnianą cerkiew, po wojnie początkowo użytkowaną jako magazyn, po 1960 opuszczoną. Dziś w ruinie.
- W II połowie XIX wieku koło wsi znaleziono ślady wczesnośredniowiecznego grodziska, bliżej niezbadanego.